# Muhammad II ibn al-Husayn
Muhammad II ibn al-Husayn (en árabe: أبو عبد اله محمد باشا باي‎; Túnez; 18 de setiembre de 1811-La Marsa; 22 de setiembre de 1859) Fue bey de Túnez de la dinastía husaynita de Túnez del 30 de mayo de 1855 al 21 de septiembre de 1859. Era general de división del ejército otomano desde el 1840. 
Ahmad I ibn Mustafá murió sin hijos (su único hijo había muerto niño) el 30 de mayo de 1855. La sucesión pasó a Muhammad II que era hijo de al-Husayn II bin Mahmud. Como primer ministro tenía a Mustafá Khaznadar que fue mantenido en el cargo, pero nombró a otros para lugares importantes entre ellos a Khayr al-Din Pachá que después lo había de suceder. Se le concedió el rango de mariscal el día 7 de agosto de 1855.
Era un partidario declarado de las reformas interiores, y estableció el impuesto de la madjba, promulgando el 10 de septiembre de 1857 el Pacto Fundamental que seguía el ejemplo del Khatt-i Hümayun del Imperio otomano de 1856, que establecía la libertad de culto y de comercio y la igualdad ante la ley, y permitía a los extranjeros adquirir propiedades en el país y desarrollar cualquier actividad económica. Por decreto de 30 de agosto de 1858 se creó la municipalidad de Túnez formada por un presidente (el general Husayn), un vicepresidente, un secretario y doce miembros elegidos por el bey entre los notables locales musulmanes, el mismo día se decretó el derecho de expropiación por causa de utilidad pública.
Murió el 22 de setiembre de 1859 y le sucedió su hermano Muhammad III ibn al Husayn, conocido como Muhammad III al-Sadik.
| Predecesor: Ahmad I ibn Mustafá | Bey de Túnez 1855-1859 | Sucesor: Muhammad III ibn al Husayn |